# L'Assumpció de la Mare de Déu de Vilanova de la Barca
L'Assumpció de la Mare de Déu de Vilanova de la Barca és una església monumentalista academicista de Vilanova de la Barca (Segrià) inclosa a l'Inventari del Patrimoni Arquitectònic de Catalunya.

## Descripció
Església de tres naus situada en cantonera que ajuda a conformar la nova plaça del poble. Amb elements de composició de regust clàssic una mica barrejats i efectistes. La pedra artificial i l'arrebossat netegen la cara exterior d'aquesta església que el pas del temps confirmarà o desfarà.

## Història
Construït després de la guerra però queda destruït el poble.